# Laguna de Rojas
Laguna de Rojas är en ort i Mexiko.   Den ligger i kommunen Tlalixcoyan och delstaten Veracruz, i den sydöstra delen av landet, 300 km öster om huvudstaden Mexico City. Laguna de Rojas ligger 19 meter över havet och antalet invånare är 140.
Terrängen runt Laguna de Rojas är mycket platt. Runt Laguna de Rojas är det ganska tätbefolkat, med 56 invånare per kvadratkilometer. Närmaste större samhälle är Tlalixcoyan, 6,5 km norr om Laguna de Rojas. Trakten runt Laguna de Rojas består till största delen av jordbruksmark.